# Площа Імама

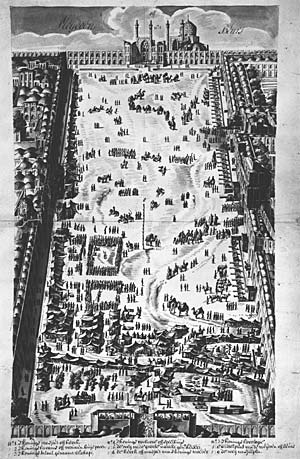
Вид згори, 1703

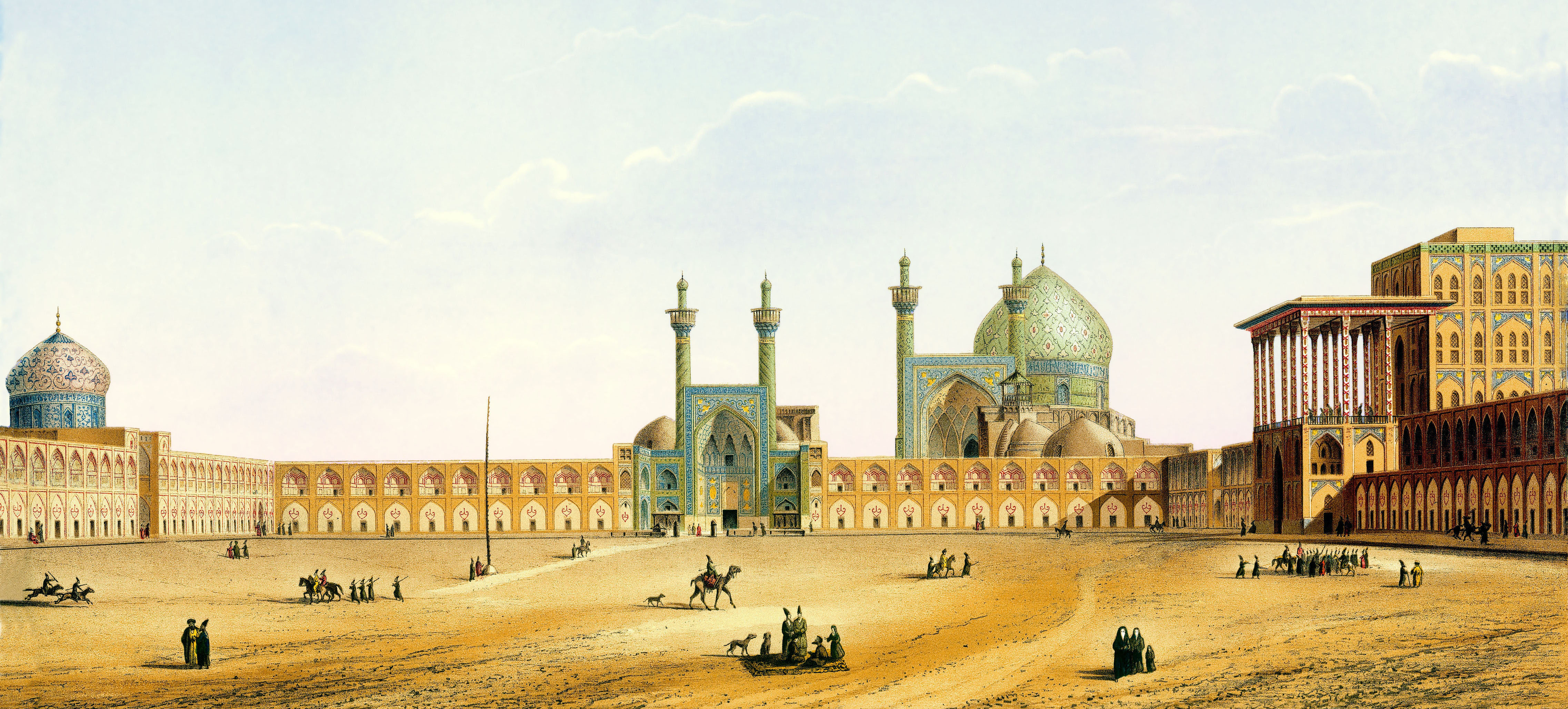
Площа на малюнку, 1867

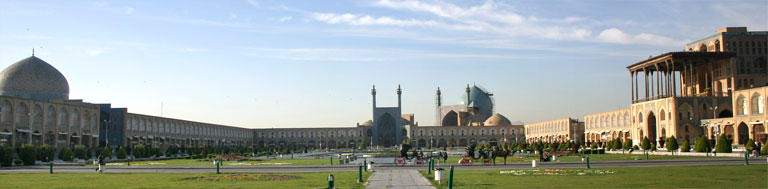
Вид через площу на Шахську мечеть

Мейдан-Імам (перс. میدان امام, «Площа Імама»), ще має назву Мейдан Нахш-е Джахан (перс. میدان نقش جهان, «Площа зображення Світу») — це знаменита і дуже красива площа, що розташована в історичному центрі Ісфагана, в районі під назвою Гольбахар. До 1979 року (Ісламської революції в Ірані) площа мала назву Шахської.
Площа по периметру оточена будівлями — знаменитою однойменною мечеттю Імама (до 1979 року — Шахська мечеть), яка була головною мечеттю міста, а також мечеттю Шейха Лютфалли (яка була приватною мечеттю шаха та його гарему, і тому не має мінарету), палацом Алі-Гапу та Ісфаганським базаром. Площа Імама витягнута практично на 560 метрів з півночі на південь, та має ширину ~165 метрів із заходу на схід. Сьогоднішній вигляд площі сформувався між 1598—1629 роками, коли Ісфаган став столицею Імперії Сефевідів.
Площа разом з будівлями по периметру включена до Світової спадщини ЮНЕСКО.